# Ian McShane
Ian McShane, celým jménem Ian David McShane (* 29. září 1942 Blackburn, Lancashire, Spojené království), je anglický filmový a divadelní herec. Známý se stal snímky Bitva o Británii (1969), Piráti z Karibiku: Na vlnách podivna (2011) a filmovou sérií John Wick. Za svou mnohaletou kariéru si zahrál také v několika slavných televizních seriálech. Za svůj výkon ve westernovém seriálu Deadwood získal Zlatého Glóba.

## Kariéra
Již od dětství se chtěl věnovat herectví. Studoval na Královské akademií dramatického umění v Londýně. Ve filmu debutoval již roku 1962. V roce 1969 pak McShane ztvárnil jednu z vedlejších rolí ve hvězdně obsazeném válečném snímku Bitva o Británii (1969) a hlavní roli získal v romantické komedií Jestliže je úterý, musíme být v Belgii (1969). Jako protějšek Seana Conneryho si zahrál v thrilleru Výkupné (1974). Na konci 70. let se objevil ve čtyřdílném opusu o životě Ježíše Krista Ježíš Nazaretský (1977).
Průlom v jeho kariéře zaznamenal až v roce 1986, kdy získal jednu hlavních rolí v detektivním seriálu vysílaném stanicí BBC Lovejoy, který se tehdy těšil velké oblibě a pokračoval až do roku 1994. Objevil se také v seriálech Columbo, Dallas nebo Marco Polo. Po ukočení Lovejoye přišla další velká role až s westernovým seriálem Deadwood (2004-2006), který se dočkal pozitivních ohlasů a také celkově třech sérií. Hrál také v historické minisérií Pilíře Země (2010). Mimoto se mu začalo dařit i ve filmu. Jednu z hlavních rolí nadaboval v animovaném filmu Kung Fu Panda (2008). Objevil se v krimi komedií Sólokapr (2006), sportovním filmu Návrat na vrchol (2006), hororu Případ číslo 39 (2009), dále ve fantasy Čarodějův učeň (2010) a hlavního antagonistu Černovouse si zahrál ve čtvrtém pokračování úspěšné série Piráti z Karibiku: Na vlnách podivna (2011). Mezitím se krátce objevil i v seriálech Hra o trůny, Ray Donovan a American Horror Story. Nadále také pokračoval v rozjeté kariéře. Jeho další role čítají ty ve snímcích Sněhurka a lovec (2012) a Jack a obři (2013). Další velká role přišla s filmem John Wick (2014), ve kterém ztvárnil majitele newyorského hotelu Continental. Do této role se pak vrátil ještě ve třech dalších pokračováních. Od roku 2017 do roku 2021 také hrál ústřední roli ve fantasy seriálu Američtí bohové. V roce 2025 hrál ve wickovském filmu Balerína (2025).

## Osobní život
Byl dvakrát ženatý. S druhou manželkou má dvě děti. V roce 1980 si McShane vzal za ženu Gwen Humbleovou. Žijí spolu ve Venice, což je městská čtvrť v Los Angeles. McShane je také trojnásobným dědečkem.

## Filmografie (film)
| Rok  | Název                                  | Role                  |
| ---- | -------------------------------------- | --------------------- |
| 1962 | The Wild and the Willing               | Harry Brown           |
| 1965 | The Pleasure Girls                     | Keith Dexter          |
| 1966 | Sky West and Crooked                   | Roibin                |
| 1969 | Jestliže je úterý, musíme být v Belgii | Charlie Cartwright    |
| 1969 | Bitva o Británii                       | Sgt. Pilot Andy Moore |
| 1970 | Kočičko, kočičko miluji tě             | Fred C. Dobbs         |
| 1970 | Tam-Lin                                | Tom Lynn              |
| 1971 | Freelance                              | Mitch                 |
| 1971 | Villain                                | Wolfe Lissner         |
| 1972 | Left Hand of Gemini                    |                       |
| 1972 | Sitting Target                         | Birdy Williams        |
| 1973 | Konec Sheily                           | Anthony Wood          |
| 1974 | Výkupné                                | Ray Petrie            |
| 1975 | Journey into Fear                      | Banat                 |
| 1977 | Ježíš Nazaretský                       |                       |
| 1979 | Zlaté stoky                            | The Brain             |
| 1979 | Železná maska                          | Fouquet               |
| 1979 | Yesterday's Hero                       | Rod Turner            |
| 1981 | Cheaper to Keep Her                    | Dr. Alfred Sunshine   |
| 1983 | Bez šance                              | Greg Miller           |
| 1985 | Zkouška neviny                         | Philip Durant         |
| 1985 | Křičet strachy                         | Vincent Hardwick      |
| 1985 | Torchlight                             | Sidney                |
| 2000 | Sexy bestie                            | Teddy Bass            |
| 2002 | Bollywood Queen                        | Frank                 |
| 2003 | Agent Cody Banks                       | Dr. Brinkman          |
| 2003 | Nemesis                                | Jeff Novak            |
| 2005 | Nine Lives                             | Larry                 |
| 2006 | Sólokapr                               | Joe Strombel          |
| 2006 | Návrat na vrchol                       | Paul Griffen          |
| 2007 | Shrek Třetí                            | Captain Hook          |
| 2007 | Pirát silnic                           | Frank Powell          |
| 2007 | Probuzení tmy                          | Merriman Lyon         |
| 2007 | Zlatý kompas                           | Ragnar Sturlusson     |
| 2008 | Kung Fu Panda                          | Tai Lung              |
| 2008 | Rallye smrti                           | Coach                 |
| 2009 | Koralína a svět za tajnými dveřmi      | Mr. Bobinsky          |
| 2009 | Případ číslo 39                        | Detective Mike Barron |
| 2009 | Revanš                                 | Meredith              |
| 2010 | Čarodějův učeň                         | Narrator              |
| 2011 | Piráti z Karibiku: Na vlnách podivna   | Černovous             |
| 2012 | Sněhurka a lovec                       | Beith                 |
| 2013 | Jack a obři                            | King Brahmwell        |
| 2014 | Zuřivá salsa                           | Ron Parfitt           |
| 2014 | Hercules                               | Amphiaraus            |
| 2014 | John Wick                              | Winston Scott         |
| 2014 | El Niño                                | El Inglés             |
| 2015 | Bilal                                  | Umayya                |
| 2016 | Grimsby                                | šéf MI6               |
| 2016 | The Hollow Point                       | Leland Kilbaught      |
| 2017 | John Wick 2                            | Winston Scott         |
| 2017 | Jawbone                                | Joe Padgett           |
| 2017 | Pottersville                           | Bart                  |
| 2018 | Here Comes the Grump                   | The Grump             |
| 2019 | Hellboy                                | Trevor Bruttenholm    |
| 2019 | Bolden                                 | Leander Perry         |
| 2019 | John Wick 3                            | Winston Scott         |
| 2022 | Tátův drak                             | gorila Saiwa          |
| 2023 | John Wick: Kapitola 4                  | Winston Scott         |
| 2024 | American Star                          | Wilson                |
| 2024 | Kung Fu Panda 4                        | Tai Lung              |
| 2025 | Balerína                               | Winston Scott         |